# Дон Карлос (драма)
„Дон Карлос“ (на немски: Don Karlos) е пиеса на германския драматург Фридрих Шилер.
Историческа трагедия в пет действия, посветена на испанския престолонаследник от XVI век дон Карлос Австрийски и вдъхновена от едноименната историческа повест от 1672 година на Сезар Вишар дьо Сен Реал, тя е написана през 1783 – 1787 година и е представена за пръв път пред публика на 29 август 1787 година в Хамбург. Пиесата съчетава тематиката на движението „Буря и натиск“ със стилистиката на Ваймарския класицизъм. През XIX век драмата става основа на няколко опери, най-известна сред които е „Дон Карлос“ на Джузепе Верди.